# Stadtkirche St. Jakobi (Chemnitz)

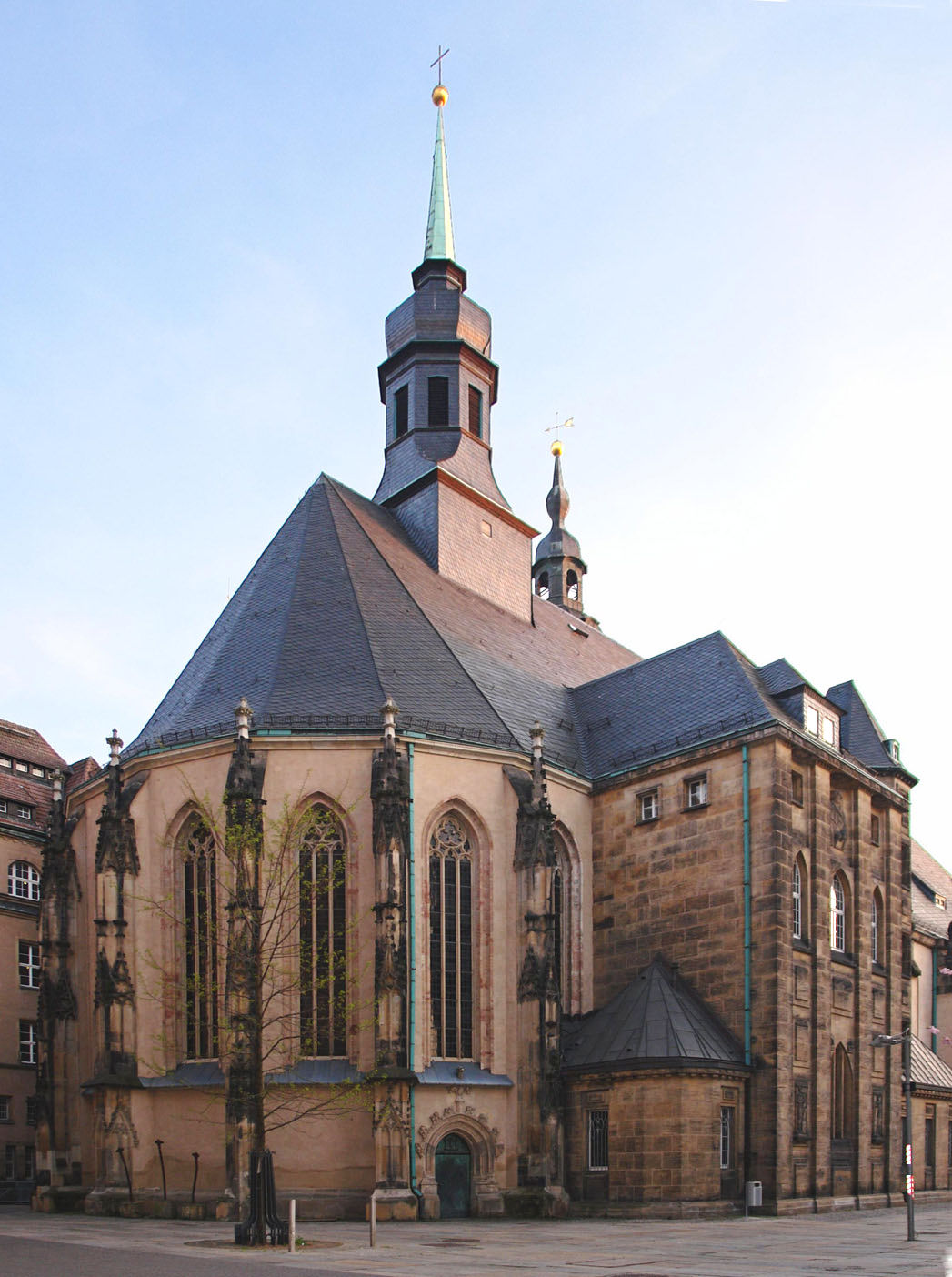
Ansicht der Jakobikirche von Nordosten (Frühjahr 2007)

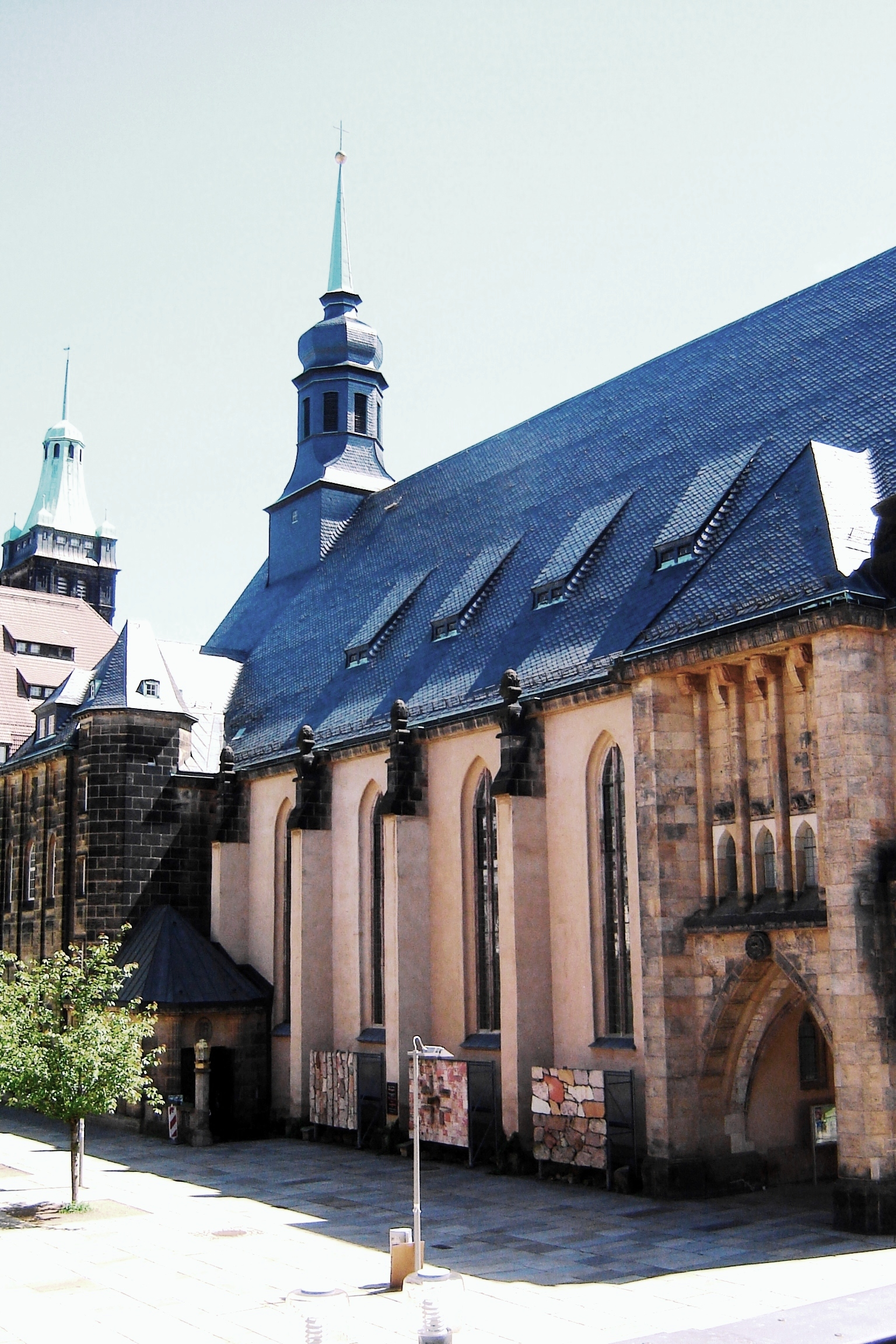
Langhaus der Jakobikirche von Norden

Die evangelische Stadtkirche St. Jakobi (auch Jakobikirche) gehört zu den ältesten erhaltenen Sakralbauten der sächsischen Stadt Chemnitz und befindet sich in unmittelbarer Nähe zum Alten und Neuen Rathaus.

## Baugeschichte

### Romanischer Vorgängerbau
Das heutige Kirchengebäude hatte einen romanischen Vorgängerbau, dessen Fundamente bei Grabungsarbeiten zwischen 1953 und 1959 nachgewiesen werden konnten. Es handelte sich um einen rechteckigen Saal von 19,65 Metern Länge bei einer Breite von 11,60 Metern. Daran schloss sich im Osten ein quadratischer Chor mit einer Seitenlänge von 7,90 Metern an. Eine Apsis bildete den östlichen Abschluss des Bauwerks, während im Westen ein mächtiger Turmriegel mit einer Breite von 16 Metern bestand. Diese Bauform findet sich bei mehreren Dorfkirchen des 12. und 13. Jahrhunderts im nordwestsächsischen Raum (beispielsweise in Pomßen und Klinga). Neben den Fundamenten wurden eine große Zahl von Formsteinen – z. B. umfangreiche Reste eines Rundbogenfrieses – gefunden. Stilistisch ergibt sich dadurch eine Abhängigkeit von der Augustinerchorherren-Stiftskirche in Wechselburg, deren Hütte zwischen 1170 und 1220 einen eminenten Einfluss auf das sakrale Baugeschehen Mittelsachsens ausübte.

### Chorneubau im 13. Jahrhundert
Wohl um 1230–1250 erfuhr die romanische Saalkirche eine bedeutende Veränderung: Das Chorquadrat samt Apsis wurde beseitigt und stattdessen ein frühgotischer Rechteckchor angefügt. Er erstreckte sich über eine Länge von vier Jochen. Ein System von Strebepfeilern und Diensten deutet darauf hin, dass der Raum gewölbt war oder zumindest eine Einwölbung vorgesehen war. An der Nordseite konnten zwei Anbauten nachgewiesen werden, von denen einer als Sakristei, der andere vielleicht als Karner benutzt wurde.

### Neubau des Langhauses als gotische Hallenkirche

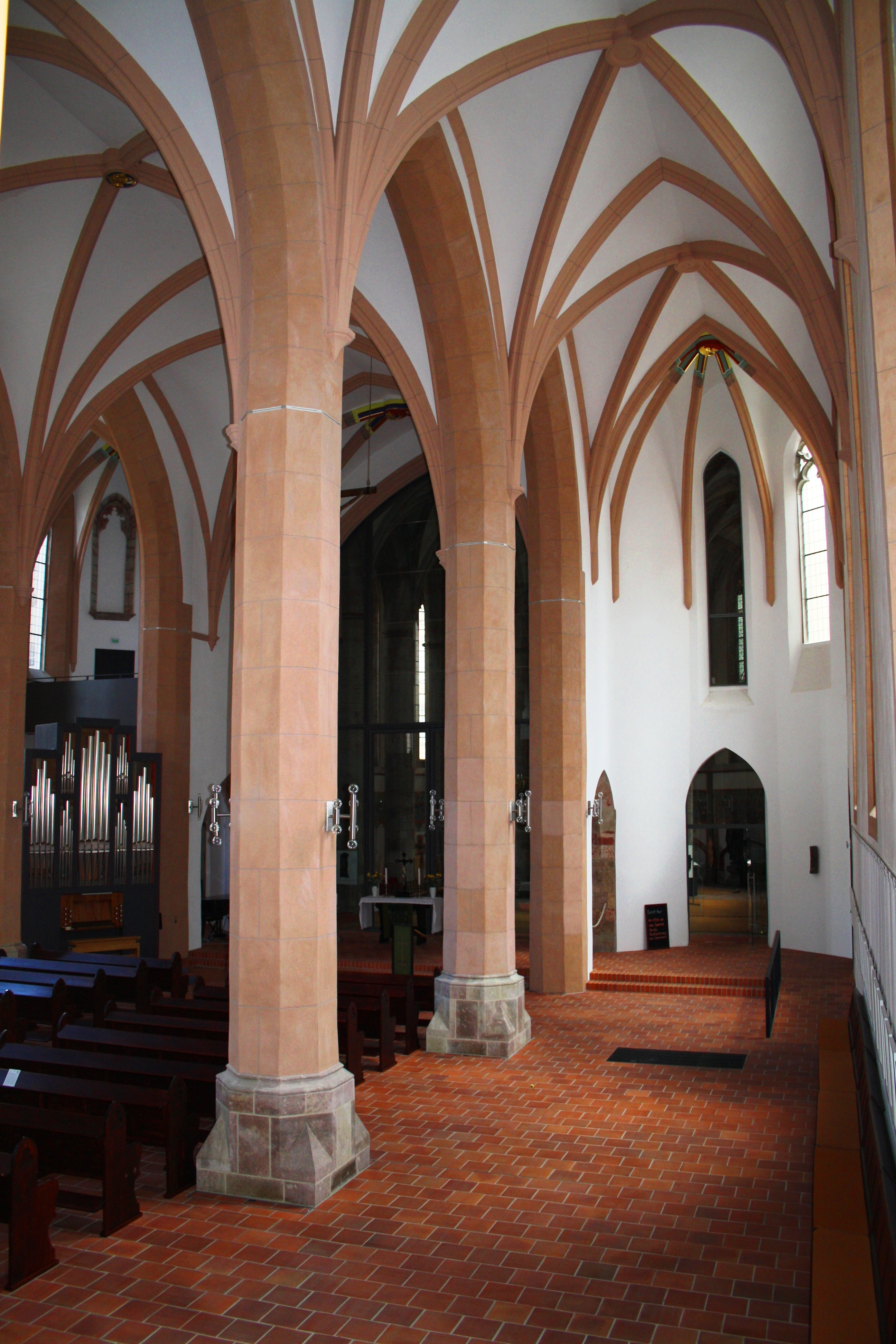
Südliches Seitenschiff nach Osten

Vermutlich gab ein für 1333 bezeugter Stadtbrand den Anlass für einen völligen Neubau des Langhauses. Die Einzelformen des Baus erlauben eine Datierung in die Zeit zwischen 1350 und 1365. An Stelle des bisherigen Saales entstand eine dreischiffige Hallenkirche mit einer Ausdehnung von fünf Jochen. Um ausreichend Platz zu gewinnen, brach man den romanischen Turm ab und erweiterte das Gebäude nach Westen hin. Während die neuen Seitenschiffe in polygonal gebrochenen Apsiden enden, behielt man den erst ein knappes Jahrhundert alten frühgotischen Rechteckchor bei. Der Kirchenraum wurde durchgehend eingewölbt, die Kreuzrippengewölbe ruhten auf Achteckpfeilern über quadratischen Sockeln.
In einem weiteren Bauabschnitt im ausgehenden 14. Jahrhundert erfuhr das westliche Langhausjoch eine eingreifende Veränderung: Durch Einziehen eines Gewölbes unterteilte man es zweigeschossig, wobei der obere Raum als Empore, der untere dagegen als offene Vorhalle („Paradies“) eingerichtet wurde. Hierzu öffnete man die Wandflächen zwischen den Strebepfeilern an West-, Nord- und Südseite durch steile Spitzbögen.

### Nutzung des „Hohen Turmes“ als Glockenturm
Zur Unterbringung des Geläutes wurde nach Abbruch des romanischen Westturmes der wenige Meter südlich neben der Kirche stehende, zum damaligen Zeitpunkt wohl ungenutzte „Hohe Turm“ bestimmt. Er erfuhr deshalb nach 1335 eine Aufstockung durch ein Glockengeschoss mit spitzbogigen Schallfenstern. Bis heute dient der „Hohe Turm“ der Jakobikirche als Glockenturm. Er führt daher auch die Bezeichnung „Jakobikirchturm“.

### Errichtung des Hallenumgangschores

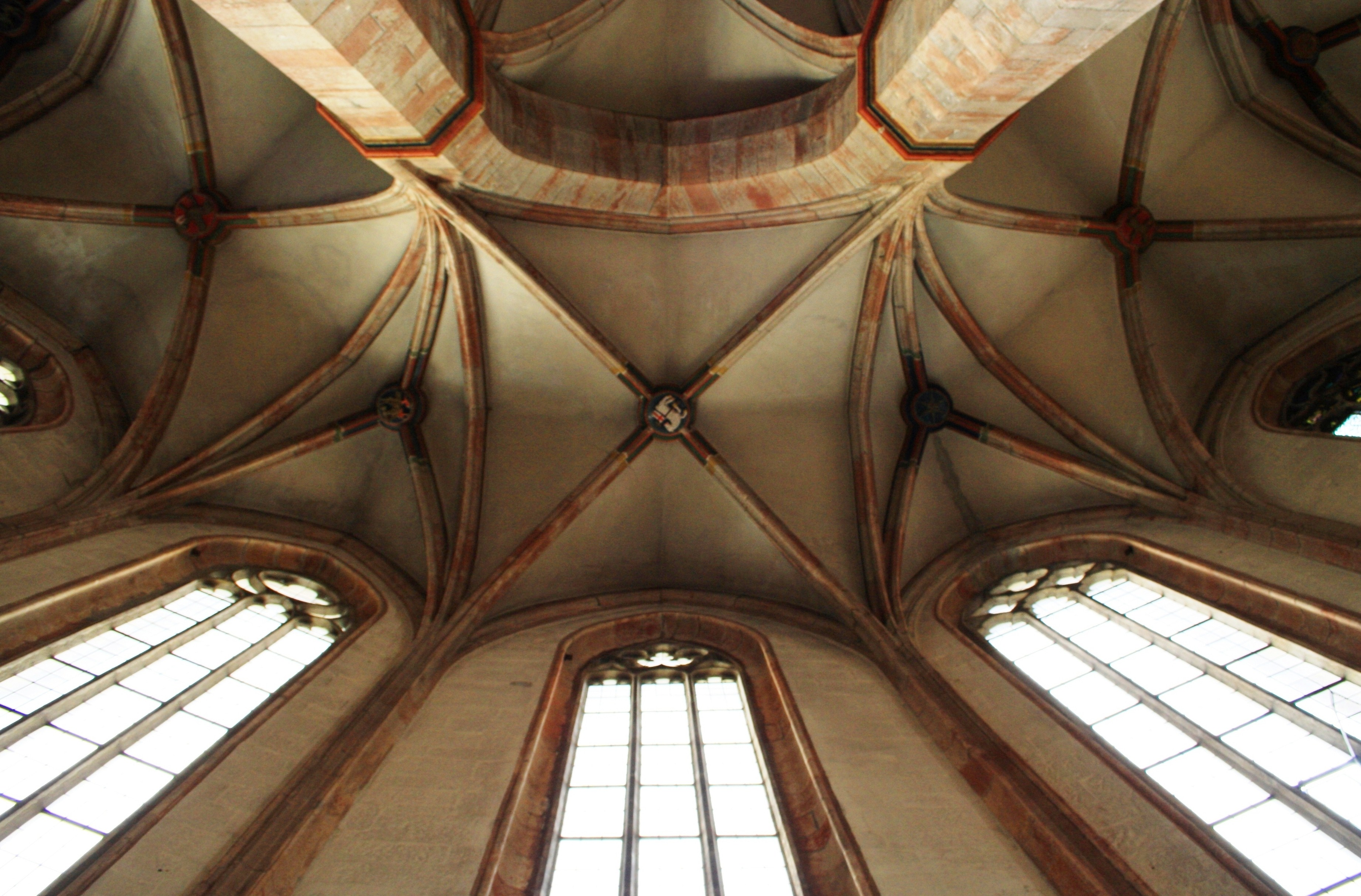
Gewölbe im Chorumgang

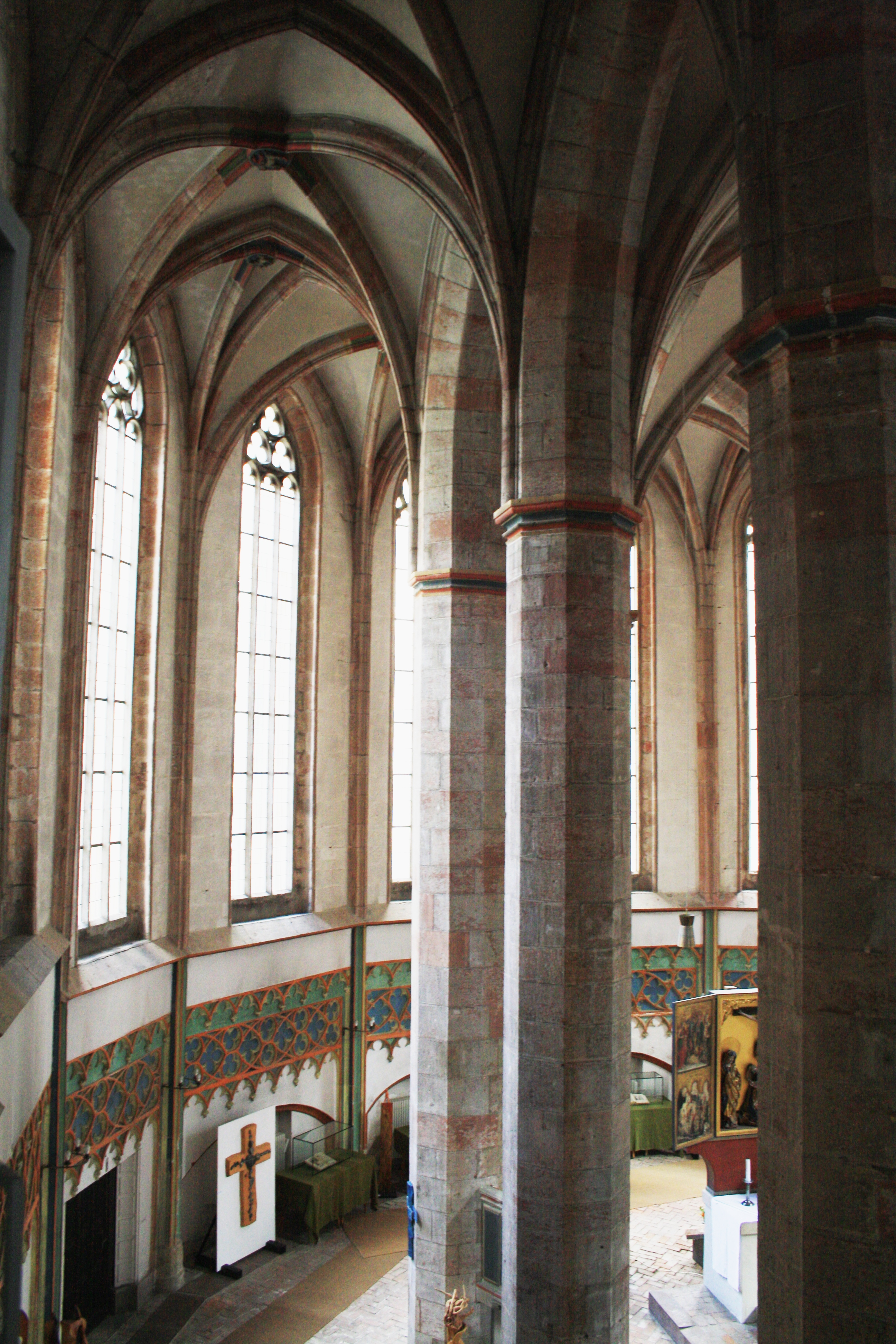
Blick in den nördlichen Chorumgang

Den Abschluss der mittelalterlichen Bautätigkeit an St. Jakobi bildete die Anfügung des großartigen Chores zwischen 1405 und 1412. Zunächst brach man den frühgotischen Saalchor mit Ausnahme des inzwischen zum Langhaus gehörigen westlichen Joches (zwischen den Nebenapsiden) ab. Anschließend erfolgte ein Neubau über wesentlich erweitertem Grundriss: Das in einem 5/8-Polygon endende Presbyterium wird von Seitenschiffen begleitet, die um den „Binnenchor“ als Umgang herumgeführt sind. Eine ähnliche Lösung war zuvor beim Neubau des Ostchores von St. Sebald in Nürnberg zur Anwendung gekommen. In Chemnitz folgte man dem dortigen  Prinzip, bei dem quadratische und dreieckige Joche alternieren. Somit ergibt sich für den Chorumgang das Bild eines über neun Seiten eines Sechzehnecks konstruierten Abschlusses. Im Gegensatz zu Nürnberg erfolgte die Einwölbung des Chormittelschiffes nicht mittels eines Kreuzrippen-, sondern durch ein Netzgewölbe, wie es wenige Jahrzehnte zuvor in Böhmen eingeführt worden war. Von dort ist wahrscheinlich auch die Gliederung der inneren Wandflächen durch einen umlaufenden Maßwerkfries inspiriert. Der Außenbau folgt dem Schema einer „reichen Chorfassade“, wie sie seit dem ausgehenden 14. Jahrhundert in Mitteldeutschland üblich wurden (beispielsweise Moritzkirche Halle, Schlosskirche Altenburg, Nikolaikirche Zerbst, Marienkirche Bernburg). Die Strebepfeiler sind mit reichem Blendmaßwerk überzogen, das mit dem (allerdings völlig erneuerten) Maßwerk in den schlanken Fenstern korrespondiert. Parallel zum Chor entstand auch die Sakristei an der Nordseite, ein rechteckiger Raum, der von einem steilen Kreuzrippengewölbe überspannt wird.
Chemnitzer Bürgersinn sorgte im Laufe der Jahrhunderte für eine reiche Innenausstattung des neuen Chores, zu der unter anderem ein monumentaler Hochaltar (um 1500) sowie das berühmte Heilige Grab (zwischen 1490 und 1525) gehörten, das sich heute im Schloßbergmuseum befindet.

### Umbauten und Veränderungen vom 16. bis zum 18. Jahrhundert
Mit der Einführung der Reformation in Chemnitz im Jahr 1539 ergaben sich auch Veränderungen im Inneren der Stadtkirche. Der Raum wurde durch den Abbruch des Lettners sowie der meisten Nebenaltäre den Anforderungen des lutherischen Gottesdienstes angepasst. Es entstand eine neue Kanzel, und die Seitenschiffe wurden – angeblich seit 1555 – mit hölzernen Emporen versehen. Im Chor kam eine neue Orgel zur Aufstellung. Einen schweren Einschnitt stellt das Jahr 1617 dar, als ein Stadtbrand auch die Kirche, den Glockenturm sowie das Rathaus ergriff. Der Dachstuhl von St. Jakobi verbrannte, und abstürzende Turmteile zerschlugen das westliche Mittelschiffsgewölbe. Das Innere blieb jedoch weitgehend von den Flammen verschont. Eine malermäßige Instandsetzung, bei der die Wände eine weiße, die Pfeiler dagegen eine „aschgraue“ Abfärbung erhielten, fand 1667 statt. An Stelle der bisherigen Emporen in den Seitenschiffen kam seit 1717 eine neue, zweigeschossige Emporenanlage zur Ausführung, der Chor füllte sich dagegen mit verschiedenen verglasten Betstübchen und Logen. An die Nord- und Südseite des Langhauses fügte man zweigeschossige Anbauten an, die ebenfalls der Aufnahme von Betstübchen dienten.
Auch die Ausstattung unterlag ständigen Veränderungen: So fiel 1746 einem erneuten Brand des Glockenturms das Geläut zum Opfer. Es wurde bis 1749 durch Johann Gottfried Weinhold (Dresden) ersetzt. Die Geschichte der Orgeln an St. Jakobi ist in jener Zeit eine Kette von ständigen Reparaturen und Neubauten: Bereits um 1560 erhielt die Kirche eine neue Orgel durch Gabriel Raphael Rodensteen. Sie wurde 1677 durch ein barockes Instrument von Georg Lorenz Leube (Zwickau) abgelöst. Nach knapp hundertjährigem Gebrauch machte sich zwischen 1762 und 1765 erneut ein Neubau nötig. Damals erhielt die Kirche ein hervorragendes Orgelwerk des Geraer Meisters Christian Ernst Friederici. Es verfügte über 43 Register und gehörte damit zu den größten Orgeln Sachsens.

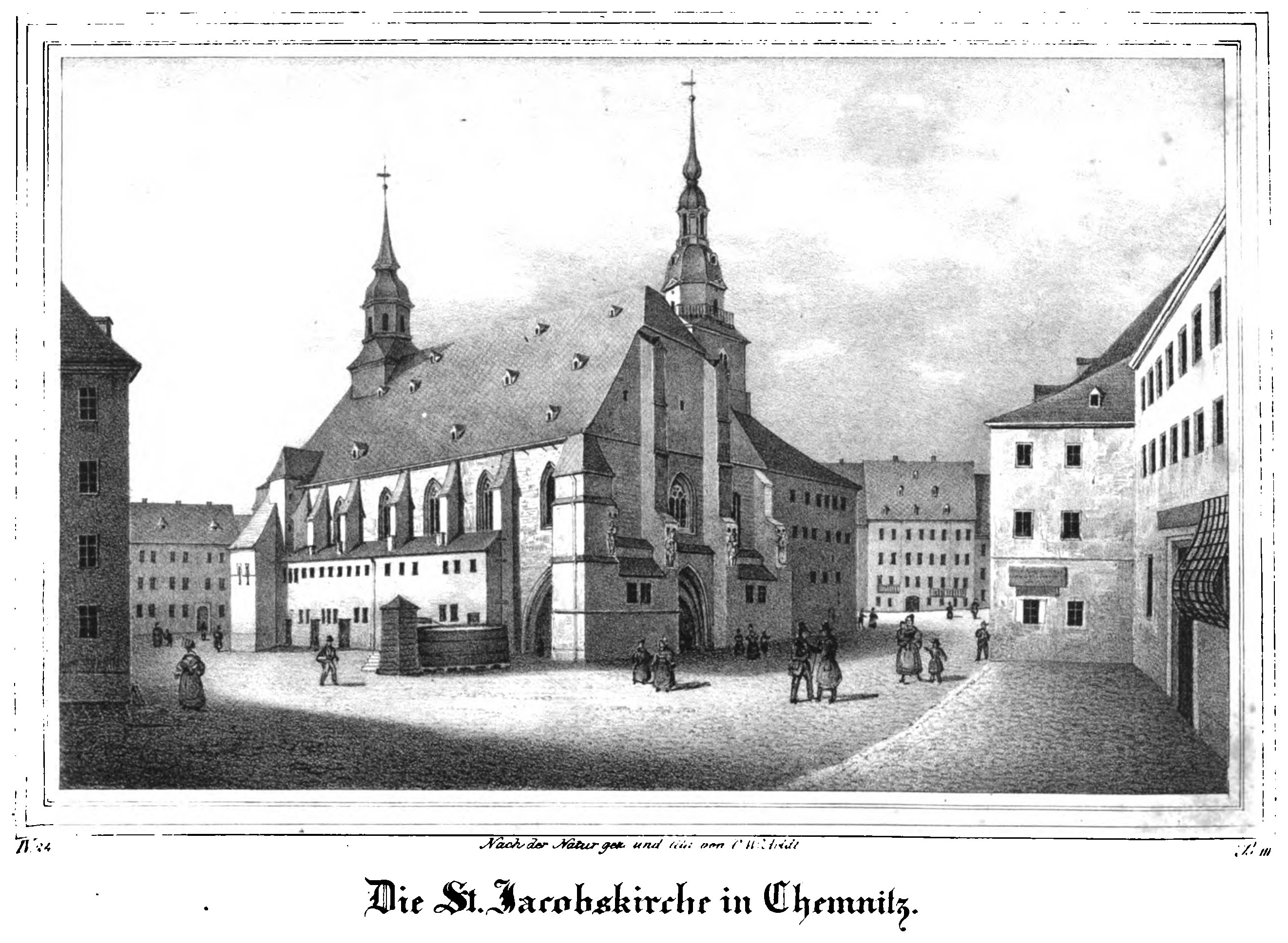
St. Jacobskirche, 1839

Ein schwerer Verlust trat im Jahr 1792 ein, als der gewaltige spätgotische Hochaltar abgebrochen und bis auf wenige Reste vernichtet wurde. An seiner Stelle kam ein neuer Altar im klassizistischen Geschmack zur Ausführung. Er wies zwei Gemälde von Adam Friedrich Oeser auf, die bis heute erhalten sind: die Auferstehung Christi sowie zwei Engel mit den Abendmahlselementen. Von der Hand Oesers rühren auch zwei weitere Gemälde mit Darstellungen von Moses und Christus her. Sie zierten einst die Beichtstühle im Chor. Die zuletzt genannten Veränderungen wurden durch eine Stiftung des Chemnitzer Ratsherren Johann Georg Treffurth finanziert.

### Umgestaltung im Sinne des Historismus
Nachdem man bereits 1848 den Innenraum von allen späteren Zutaten – u. a. den Betstübchen sowie dem klassizistischen Altar – bereinigt und mit neuen Einbauten im gotischen Stil (Kanzel, Emporen) versehen hatte, erfolgte zwischen 1875 und 1879 eine umfassende Neugestaltung des Äußeren. Nach Plänen des Baurats Conrad Wilhelm Hase (Hannover) und unter Leitung von Hugo Altendorff (Leipzig) hüllte man das Gebäude in eine reiche neugotische Architekturkulisse ein. Zuvor wurden die letzten nachmittelalterlichen Bauteile – darunter der barocke Dachreiter – entfernt. Nach dem Vorbild französischer Kathedralen überhäufte man die Westfassade mit Wimpergen, Fialen sowie einer großen Rosette, die fehlende Giebelspitze über dem Mittelschiff wurde ergänzt, und eine steigende Maßwerkbalustrade aufgesetzt. Die vier Strebepfeiler versah man mit Standbildern der Apostel Petrus, Paulus, Andreas und Johannes. Der Verbleib des mittelalterlichen Figurenschmucks der Fassade ist ungeklärt. Die Langhausfassaden erhielten Strebepfeileraufsätze in Form von Fialen sowie eine Maßwerkbalustrade unterhalb des Dachansatzes. Am Chor wurde das verwitterte Blendmaßwerk der Strebepfeiler völlig erneuert, wobei man sich im Wesentlichen an die überlieferten Formen hielt. Allerdings kam statt des bisherigen Porphyrtuffs nunmehr Sandstein zum Einsatz, der auch bei den übrigen neu hinzugefügten Bauteilen Verwendung fand. Das Dach erhielt eine Schieferdeckung mit reicher ornamentaler Verzierung sowie einen neuen Dachreiter mit steilem Helm. Die zunächst vorgesehene Regotisierung des Glockenturms unterblieb.
Der Innenraum blieb weitgehend unverändert, allerdings erhielt der seit 1848 ohne Aufsatz stehende Hochaltar ein neues, hochragendes Retabel in gotischen Formen (Entwurf: H. Altendorff). Auf der Westempore kam 1885 eine neue Orgel des Weißenfelser Orgelbauers Friedrich Ladegast zur Aufstellung. Das von der Firma Gustav Kuntzsch, Anstalt für kirchliche Kunst, Wernigerode, geschaffene reich verzierte neugotische Orgelgehäuse barg ein großes Werk von 62 klingenden Stimmen. Schließlich wurden die mittleren Chorfenster mit Glasmalereien aus der Werkstatt von Carl Ludwig Türcke (Zittau) ausgestattet.

### Überformung im Jugendstil

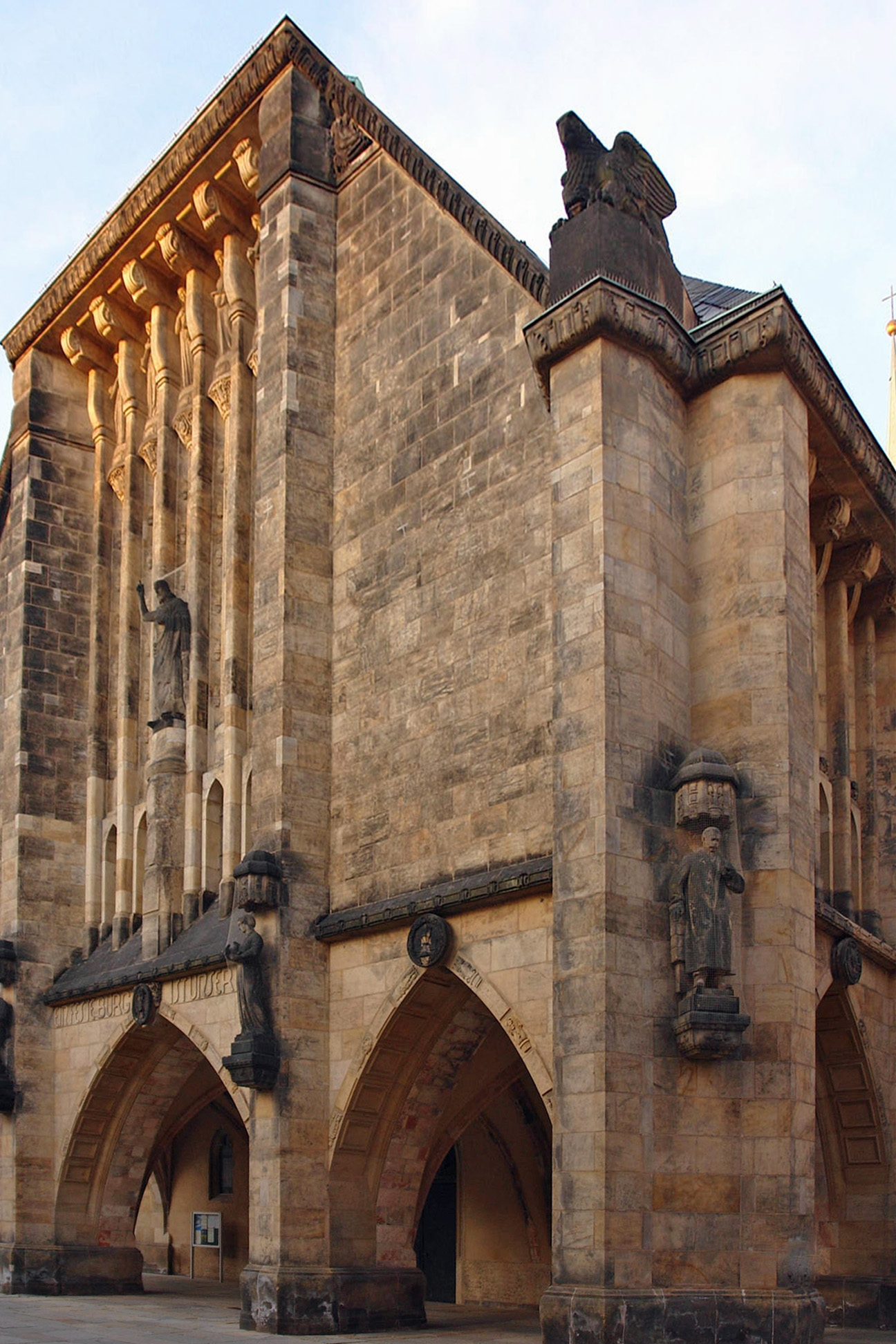
Westfassade der Jakobikirche (Frühjahr 2007)

Die neugotische Außenarchitektur litt schon wenige Jahre nach ihrer Vollendung unter zunehmenden Bauschäden, was zum Absturz zahlreicher Werksteine der Westfassade und schließlich 1903 zum Abbau des Dachreiters führte. Eine Instandsetzung kam nicht in Frage: Zum einen scheute man den damit verbundenen großen Kostenaufwand, andererseits empfand man – besonders im Angesicht des soeben entstehenden neuen Rathausbaus – die neugotische Fassadendekoration an St. Jakobi als schwache Leistung. Die Kommission zur Erhaltung der Kunstdenkmäler sprach sich bereits 1909 für eine vollständige Neugestaltung nach Plänen der Architekten Schilling & Graebner (Dresden) aus. Dabei sollte die Gestalt der Westfassade vor dem Umbau von 1879 wieder stärker herausgearbeitet werden, jedoch eine eigenständige künstlerische Durchbildung im Geist der Zeit erfahren. Zur Schaffung zusätzlicher Räume war weiterhin die Aufstockung der Sakristei um zwei Geschosse vorgesehen. Zudem plante man den Anbau einer Brauthalle an der Nordseite sowie die Schaffung eines neuen Dachreiters. Letztere Vorhaben kamen allerdings nicht zur Durchführung.
Im Juli 1911 begannen die Arbeiten, sie fanden im September 1912 ihren Abschluss. Damals erhielt die Kirche im Wesentlichen ihre heutige äußere Gestalt. Die Westfassade wurde mit vier neuen Standbildern versehen, die unter dem Gedanken „Bete und arbeite“ stehen: Gelehrter, Arbeiter, Mutter mit Kind sowie Kaufmann. Die bisherigen Apostelfiguren versetzte man an die Ostseite der Kirche. Der Mittelteil der Fassade erhielt eine Gliederung durch vier Spitzbogenfenster über denen sich Reliefs mit den Symbolen der Evangelisten befanden (zerstört). Darüber erhebt sich eine mächtige Christusgestalt. Den Abschluss bildet eine Gruppe von fünf musizierenden Engeln. Über der mittleren Spitzbogenarkade wurde das Chemnitzer Stadtwappen mit dem Brustbild des Apostels Jakobus angebracht. Der nördliche Anbau wurde aufgestockt und ebenfalls mit künstlerischem Schmuck versehen: Zwei Reliefs zeigen einen Jüngling mit Harfe sowie eine Frau mit Wasserkrug. Am Obergeschoss brachte man ein Bildnis Martin Luthers an. Die Sakristei erfuhr eine Erweiterung nach Osten, außerdem wurde ein neuer Eingangsbau hinzugefügt.
Der Innenraum blieb im Wesentlichen unverändert, erwähnenswert sind jedoch die Aufstellung einer neuen Kanzel sowie der Einbau eines großen Orgelwerks der Dresdner Firma Gebr. Jehmlich mit 82 klingenden Stimmen. Die Verglasung der Chorfenster wurde ebenfalls vollständig erneuert.

### Zerstörung 1945 und Wiederaufbau bis 1974

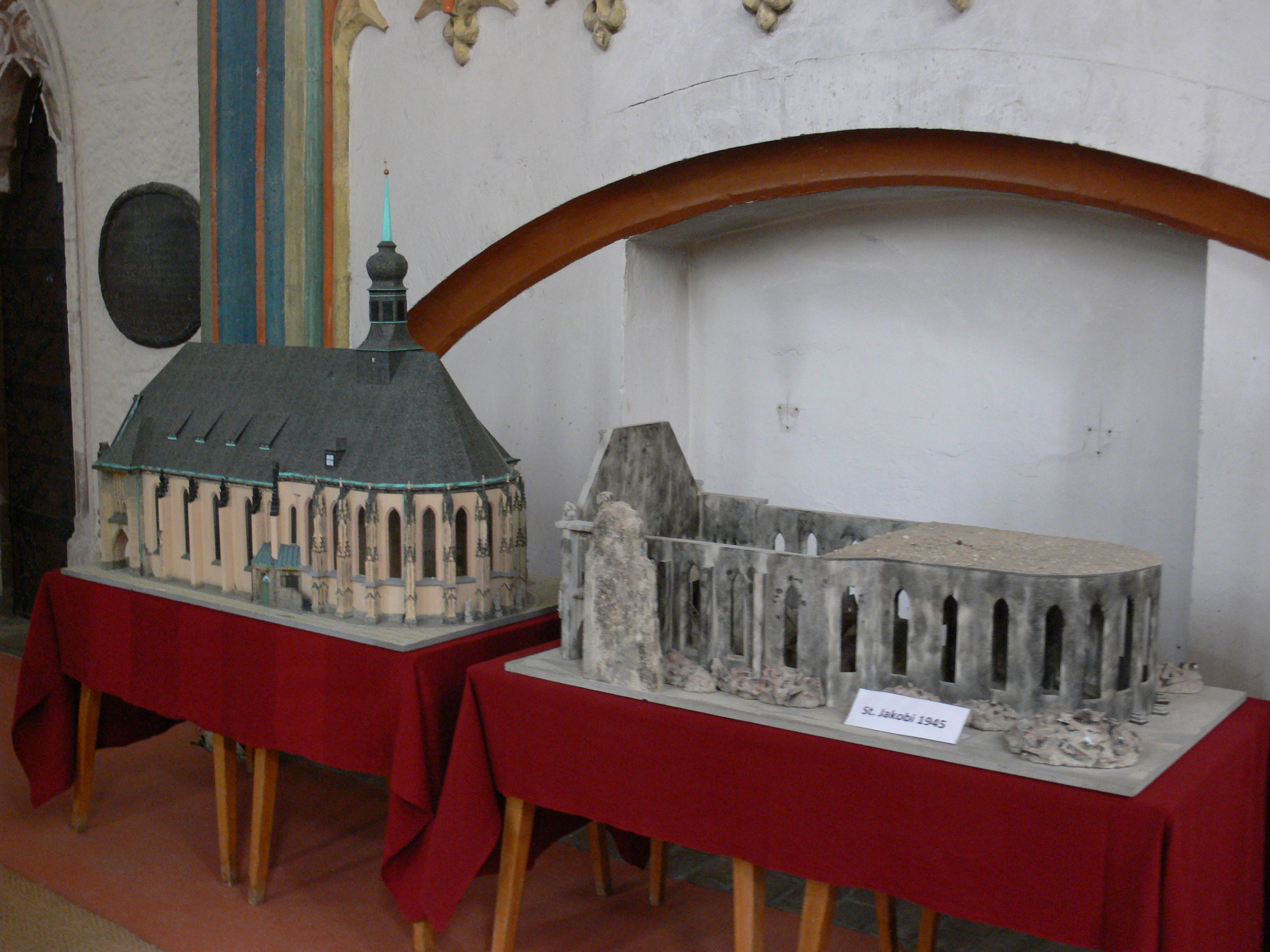
Modell der zerstörten Jakobikirche

Die Chemnitzer Innenstadt wurde bei den schweren Luftangriffen vom 5. März 1945 weitgehend zerstört. Der hölzerne Dachstuhl der Jakobikirche verbrannte ebenso wie der innere Ausbau mit Emporen und Gestühl. Das Mauerwerk der Kirche (Pfeiler/Gewölbe) blieb zunächst erhalten. Im August 1945 brach das Gewölbe des Langhauses – mit Ausnahme der Nebenapsiden – zusammen. Der Jakobikirchturm stürzte im Februar 1946 nach Süden in die Ruine des Alten Rathauses.
Nach Kriegsende zählte die Jakobikirche zu den am schwersten zerstörten Bauten der sächsischen Landeskirche. Durch Errichtung eines Notdachs konnte der Hallenchor vor dem Einsturz bewahrt werden. Mittels einer einfachen Ziegelwand wurde er gegen das Trümmerfeld des fast völlig zerstörten Kirchenschiffs abgeschlossen. Ab Palmsonntag 1949 konnte der Hallenchor wieder für Gottesdienste benutzt werden.

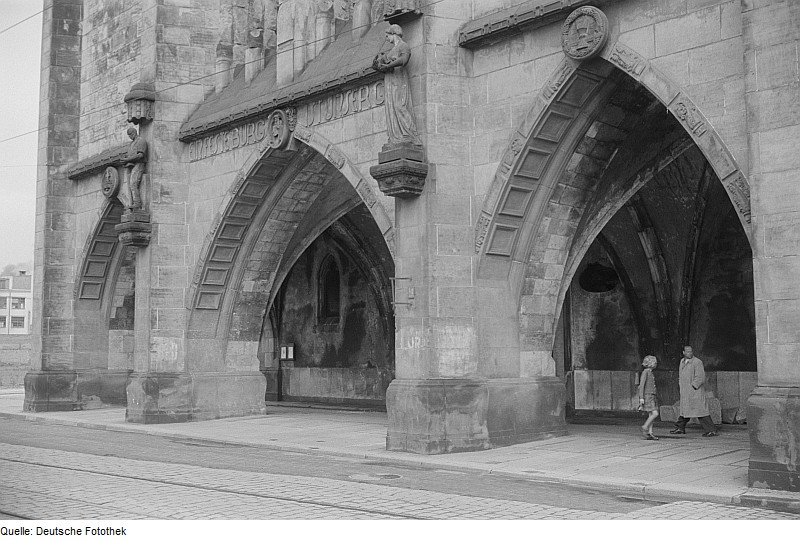
Eingangsportal der Stadtkirche St. Jakobi (1952)

Bis 1950 wurde der zerstörte Jakobikirchturm als Teil des alten Rathauses bis zur Glockenstube wieder aufgeführt. Eine Plattform bildete den provisorischen Abschluss des Bauwerks in 32 m Höhe. Die vom Glockenfriedhof in Hamburg-Veddel wieder nach Chemnitz verbrachte große Glocke von St. Jakobi konnte in dem neuen Glockenstuhl aufgehängt werden.
Bis 1958 wurden die Reste des zerstörten Langhauses von 700 Kubikmeter Trümmern befreit und die Umfassungsmauern vor weiterem Verfall gesichert. Zwischen 1959 und 1961 wurde ein neues Dach in der ursprünglichen Gestalt über Schiff und Chor aufgesetzt. Anstelle von Holz kamen dafür allerdings Stahlbinder zum Einsatz. Gleichzeitig wurde ein Dachreiter errichtet, dessen Form sich zwar an dem barocken, 1879 abgebrochenen Vorgänger orientiert, aber bedeutend höher ausfiel. Das Gebäude wurde bis 1967 mit neuen Fenstern versehen und die Westfassade instand gesetzt. Damit war der äußere Wiederaufbau im Wesentlichen vollendet. Planung und Leitung lagen in den Händen des Architekten und Kirchbaupflegers Georg Laudeley (1901–1978).
Für den Innenraum war zunächst eine Lösung mit Stahlstützen und flach gewölbter Decke bzw. einer Kassettendecke vorgesehen. Eine variable, gläserne Trennwand sollte zwischen Schiff und Chor eingebaut werden. Eine Rekonstruktion der gotischen Halle mit Gewölben erschien aus Materialmangel undurchführbar. Dies wurde jedoch durch das damalige Institut für Denkmalpflege – Arbeitsstelle Dresden – konsequent eingefordert. Das Problem löste man durch einen Kompromiss: Die Pfeiler und Arkadenbögen wurden originalgetreu wieder aufgebaut, auf die Gewölbe wurde jedoch zu Gunsten einer Flachdecke verzichtet. Mit Unterbrechungen konnten die genannten Arbeiten bis 1974 ausgeführt werden. In diesem Jahr verfügte die sächsische Landeskirche einen Baustopp für St. Jakobi, da die Mittel zu Gunsten anderer vom Verfall bedrohter Kirchenbauten eingesetzt werden sollten. In dem damals hinterlassenen Zustand präsentierte sich der inzwischen als Lager für Baumaterial genutzte Raum der alten Stadtkirche bis 1994: Ohne Fußboden und Verputz, nach oben hin durch eine einfache Bretterdecke abgedeckt, gegen den Chor durch die provisorische Trennwand von 1947 abgeschlossen.

### Wiederherstellung seit 1997

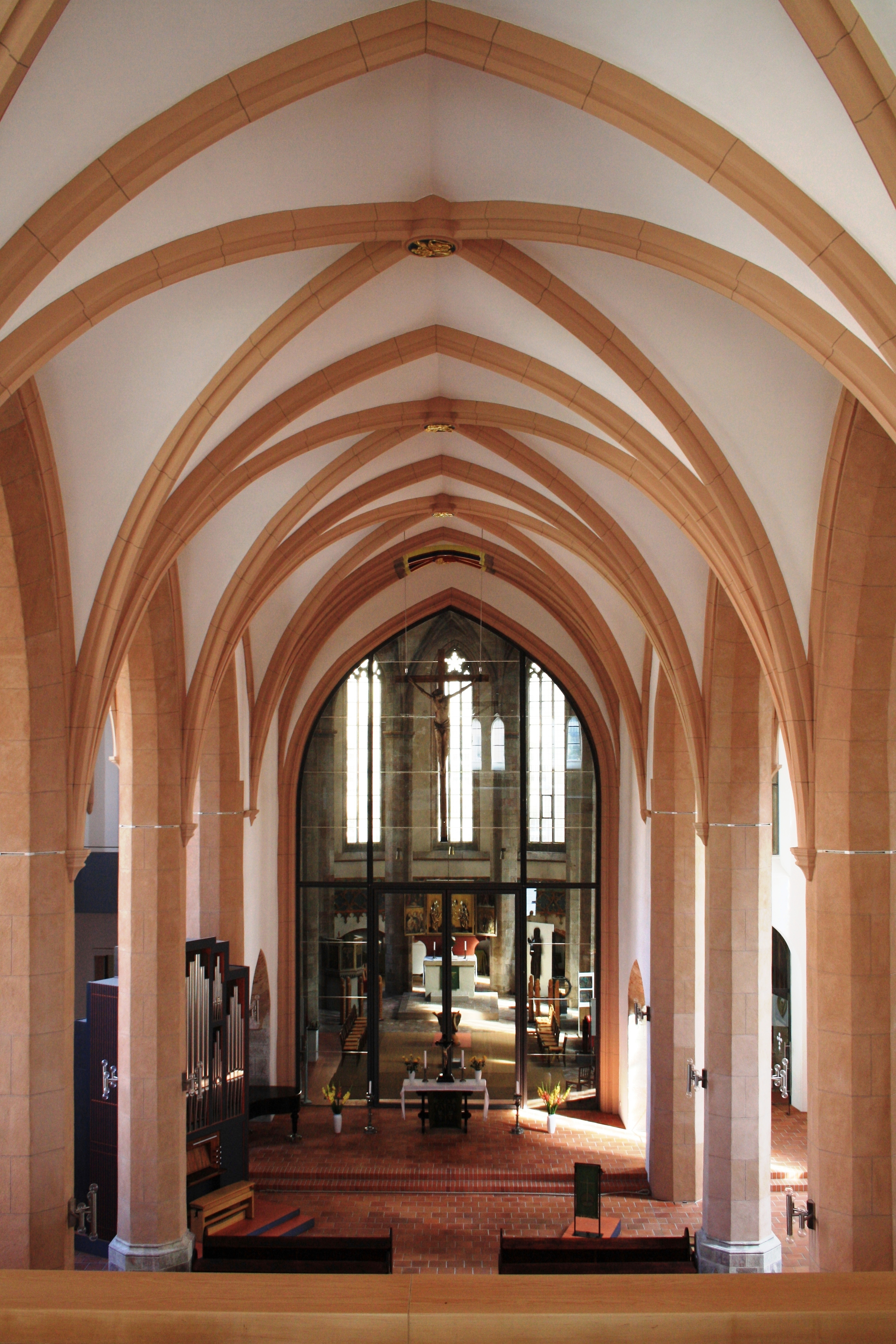
Blick in das Mittelschiff nach Osten

Nach 1990 beräumte man das Langhaus und nutzte es ab 1994 für Ausstellungen, Gottesdienste und Konzerte. Parallel dazu wurde ein Förderverein gegründet, dessen Ziel eine Wiederherstellung des Raumes unter Verzicht auf die Gewölbe war.

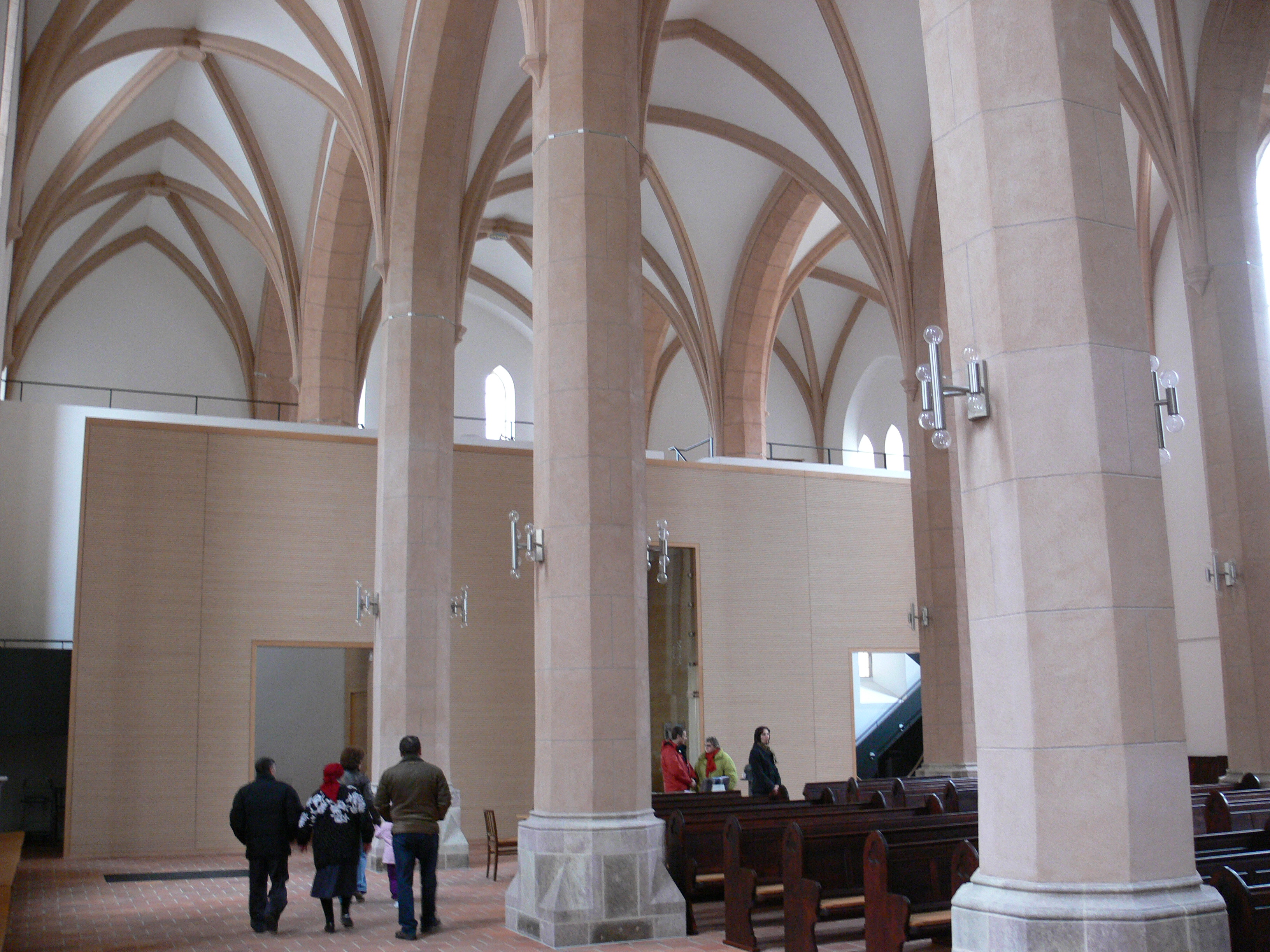
Kreuzrippengewölbe, Ausführung in Rabitztechnik

Zwischen 1997 und 1999 wurden u. a. das Dach neu gedeckt, die Strebepfeiler des Chores, Fenstermaßwerke sowie die Westfassade restauriert und die Umfassungsmauern mit neuem Putz versehen. Die Fenster erfuhren durchgehend eine Neuverglasung.
Seit 2004 liefen schließlich die Arbeiten zum endgültigen Wiederaufbau des Kirchenschiffes. Hierbei konkurrierten im Wesentlichen zwei Vorstellungen: Die Belassung des bisherigen Zustandes – also mit Flachdecke – oder die Rekonstruktion der raumbestimmenden Kreuzrippengewölbe. Die Einsicht, dass eine gotische Hallenkirche eines entsprechenden oberen Raumabschlusses bedarf, führte nach langwierigen Überlegungen schließlich zum Beschluss, die Gewölbe wieder einzubauen. Im Unterschied zum Original wurde eine Ausführung in Rabitztechnik gewählt. Damit wurde der ursprüngliche Eindruck des Kirchenschiffes wiederhergestellt. Als Ersatz für die verlorengegangenen Schlusssteine kamen im Mittelschiff Neuschöpfungen zum Einsatz, welche die Symbole der vier Evangelisten in moderner Formensprache zeigen. Die erhalten gebliebenen Schlusssteine der beiden Seitenapsiden sowie des Vorchorjoches wurden restauriert und erhielten ihre intensive gotische Farbigkeit zurück.
Der seit langem geplante Austausch der provisorischen Ziegelwand durch eine gläserne Trennwand ermöglicht seit 2004 wieder das Erlebnis des gesamten Kirchenraumes. Schiff und Hallenchor sind auf diese Weise wieder optisch vereinigt, können jedoch auch separat genutzt werden. Für die Glaswand wurden, ebenso wie für die übrigen erforderlichen Einbauten – Treppenaufgang zur Westempore einschließlich Verkleidung, Empore in der Nordapsis sowie Windfang am Hauptportal – bewusst moderne Formen gewählt. Das Gleiche gilt auch von den Beleuchtungskörpern. Der Fußboden erhielt einen Belag aus keramischen Platten.
Mit einem Festgottesdienst wurde das wiederhergestellte Kirchenschiff am 19. Juli 2009 wieder seiner Bestimmung übergeben.
Bei Restaurierungsarbeiten im südwestlichen Seitenschiffsjoch wurden 2012 nach Abnahme einer Ziegelverblendung bislang unbekannte Fragmente von Blendmaßwerk samt der zugehörigen Bemalung vorgefunden. Diese wurden 1557 beim Einbau einer doppelgeschossigen Empore überdeckt und blieben derart konserviert erhalten.
Der stark verbrauchte Chorraum wird in mehreren Bauabschnitten über einige Jahre hinweg restauriert. Nach Abschluss der Arbeiten soll er sich wieder als architektonischer Höhepunkt des gesamten Raumbildes präsentieren.
Außerdem ist im Kirchenschiff die Aufstellung einer dem Raum entsprechenden Hauptorgel geplant. Sie soll ihren Standort – wie ihre Vorgängerinnen – auf der Westempore finden. Erst nach Vollendung der genannten Arbeiten kann der Wiederaufbau der Stadtkirche St. Jakobi endgültig als abgeschlossen betrachtet werden.

## Innenausstattung

### Altar

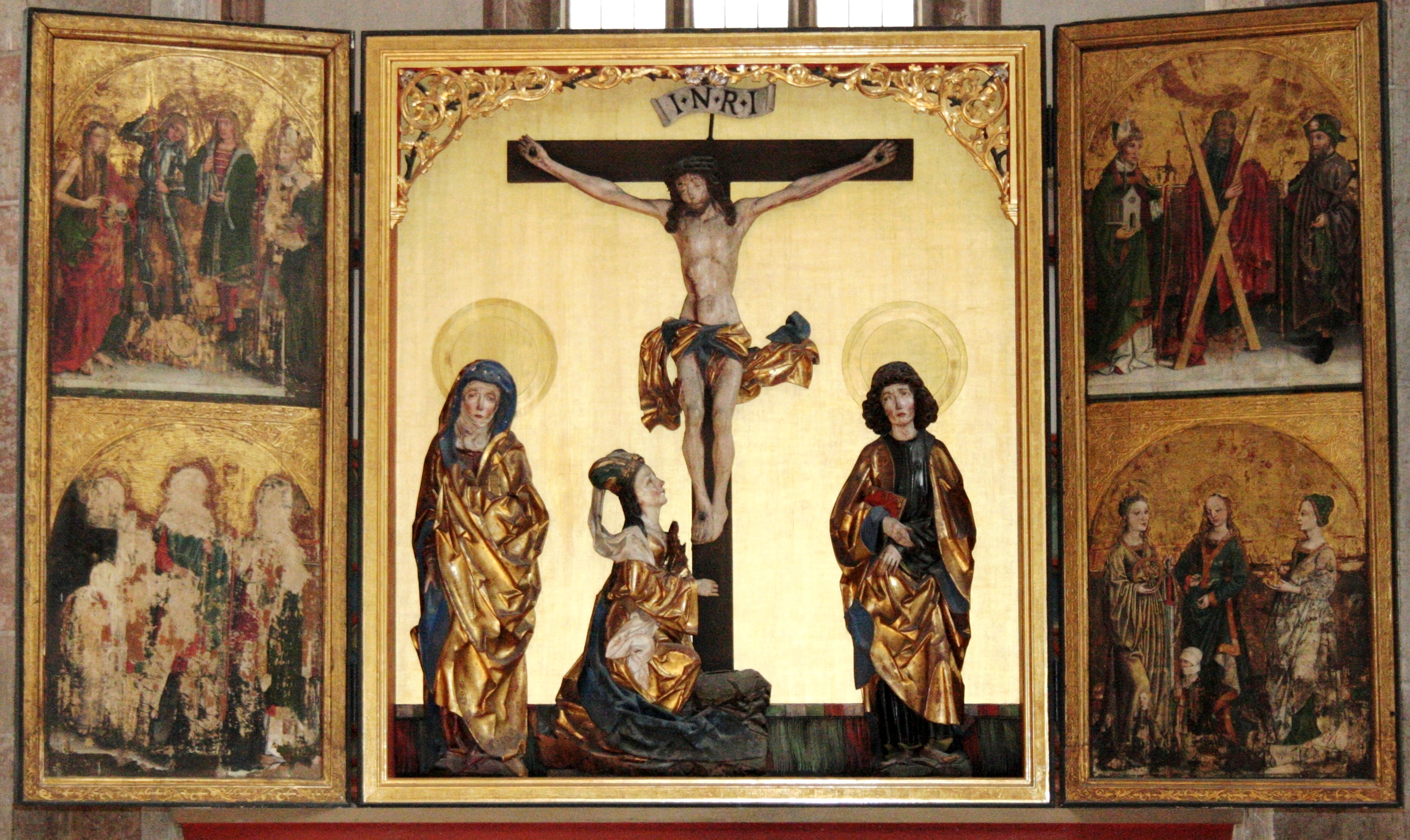
Flügelaltar von P. Breuer und H. Hesse

Die Jakobikirche verfügt über einen spätgotischen Flügelaltar, dessen geschnitzte Teile um 1504 von Peter Breuer geschaffen wurden. Die Gemälde der Flügel stammen von Hans Hesse, wobei die Rückseiten im  frühen 17. Jahrhundert übermalt wurden. Im Mittelschrein erblickt man eine Kreuzigungsgruppe mit Christus, Maria, Maria Magdalena und Johannes. Drei Engel, die das Blut aus den Wundmalen Christi in Kelchen auffingen, sind nicht erhalten. Auf den (z. T. stark beschädigten) Flügeln sieht man im geöffneten Zustand Darstellungen männlicher und weiblicher Heiliger sowie Stifterfiguren. Im geschlossenen Zustand sind die Anbetung der Weisen sowie die Flucht nach Ägypten dargestellt.
Ursprünglich war der Altar für die Chemnitzer Johanniskirche geschaffen worden. Seit dem 18. Jahrhundert wurde er dort nicht mehr benutzt, zerlegt und an verschiedenen Stellen aufbewahrt. Mittelschrein, Predella und Gesprenge gingen verloren. 1969–70 wurden die noch vorhandenen Teile wieder zusammengeführt, Schrein und Predella neu gefertigt. Ostern 1970 konnte das Kunstwerk in St. Jakobi wieder in Dienst genommen werden.

### Kanzel
Die gegenwärtig vorhandene Renaissancekanzel wurde 1612 für die bei Dresden gelegene Leubener Dorfkirche geschaffen. Nach deren Abbruch 1905 wurde sie eingelagert und 1949 der Chemnitzer Jakobigemeinde für den wieder aufgebauten Chorraum überlassen. Leider gelangte das Werk nur unvollständig nach Chemnitz: Sowohl Säule als auch Schalldeckel verblieben in Dresden und sind heute verschollen. Für den großen gotischen Kirchenraum ist die auf dörfliche Verhältnisse bemessene Kanzel deutlich zu klein. Der schlichte polygonale Kanzelkorb ist mit hochrechteckigen Schriftfeldern versehen, auf denen Verse aus dem Alten und Neuen Testament angebracht sind. Sie beziehen sich auf den Kreuzestod Christi. Das Gemälde an der Stirnseite zeigt den Gekreuzigten, umgeben von den vier Evangelisten. Es entstammt der Hand des Andreas Göding.

### Taufe
Der Taufstein gelangte gemeinsam mit der Kanzel im Jahre 1949 durch Vermittlung des Landesamtes für Denkmalpflege nach Chemnitz. Zuvor befand er sich in Dresdner Museumsbesitz. Sein ursprünglicher Bestimmungsort ist nicht nachweisbar. Das sicher für eine Dorfkirche des Dresdner Raumes gefertigte Werk entstammt der Zeit um 1600. Der kelchförmige Stein ist reich mit floralen Ornamenten geziert. Am Fuße befinden sich zwei Schlangen als Symbole der in der Taufe überwundenen Sünde. An der Kuppa finden sich szenische Darstellungen der Taufe Christi sowie der Kindersegnung. Ursprünglich war das Werk farbig gefasst. Davon sind jedoch nur noch Reste nachweisbar, ebenso vom ehemals vorhandenen Deckel.

### Glocken

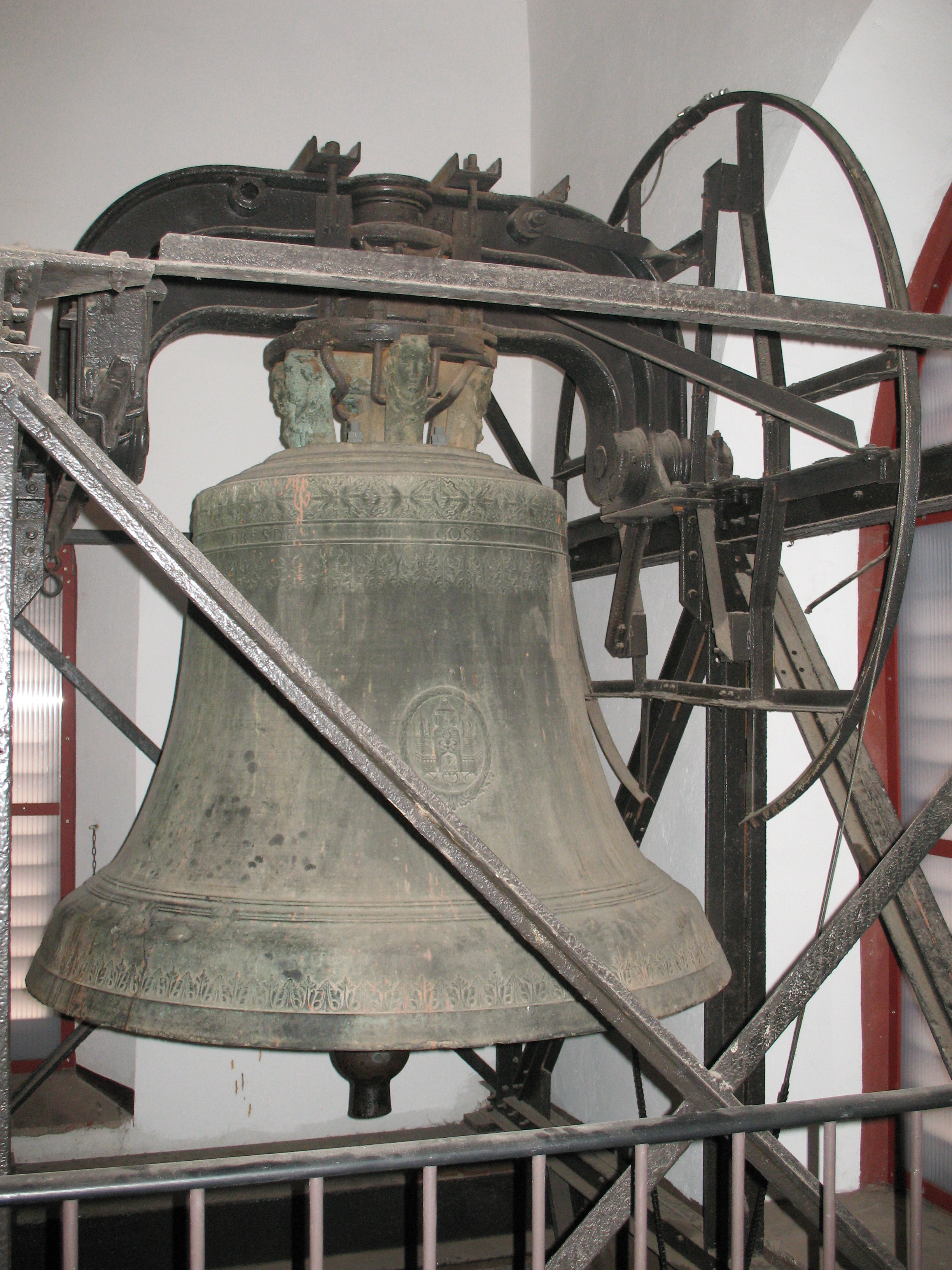
Große Weinhold-Glocke von 1749

Das Geläut von St. Jakobi besteht aus vier Glocken, der großen Glocke auf dem Hohen Turm sowie drei kleineren im Dachreiter.
| Glocke | Name           | Gussjahr | Gießer, Gussort                    | Schlagton |
| ------ | -------------- | -------- | ---------------------------------- | --------- |
| 1      | Sonntagsglocke | 1749     | Johann Gottfried Weinhold, Dresden | B° +1⁄16  |
| 2      | Gebetsglocke   | 1966     | Franz Schilling & S., Apolda       | g′ −5⁄16  |
| 3      | Trauglocke     | 1966     | Franz Schilling & S., Apolda       | b′ −8⁄16  |
| 4      | Taufglocke     | 1966     | Franz Schilling & S., Apolda       | c″ −5⁄16  |

Im Jahre 1749 goss Johann Gottfried Weinhold in Dresden für die Jakobikirche ihre bislang größte Glocke. Sie entging als einzige den Zerstörungen des Zweiten Weltkrieges und kehrte unversehrt nach Chemnitz zurück. Im Zuge des Wiederaufbaus konnte sie wieder montiert werden. Sie trägt folgende Inschriften:
- Schulter, umlaufend: GOSS MICH JOHANN GOTTFRIED WEINHOLD IN DRESDEN
- Flanke: unter dem Gottesnamen als Tetragramm folgende Inschrift: QVATVOR  CAMPANIS / FVLMINE / D. XVI MAII MDCCXXXXVI / ACCENSA  TVRRI / CONSVMTIS / NOVAE / ANNO MDCCXXXX VIIII / RESTITVTAE / CHEMNITIO [groß] / PERPETVAM FELICITATEM / SONENT

Seit März 1966 läuten im neu errichteten Dachreiter drei Glocken der Apoldaer Glockengießerei Schilling. Die Glocken tragen um die Schulter herum folgende Inschriften in modernen Majuskeln:
- Gebetsglocke: + SELIG SIND DIE GOTTES WORT HOEREN UND BEWAHREN +
- Trauglocke: ICH ABER UND MEIN HAUS, WIR WOLLEN DEM HERRN DIENEN
- Taufglocke: WACHSET IN DER ERKENNTNIS GOTTES.

## Nutzung
St. Jakobi ist in erster Linie Pfarrkirche für die ev.-luth. Kirchgemeinde St. Jakobi-Johannis zu Chemnitz. Der sonntägliche Gottesdienst wird im Kirchenschiff gehalten, während der Chorraum den Stundengebeten sowie kleineren gottesdienstlichen Veranstaltungen vorbehalten ist. Daneben findet das Gotteshaus für vielfältige kulturelle Zwecke – musikalische Veranstaltungen, Ausstellungen etc. – Verwendung. St. Jakobi ist als „Offene Stadtkirche“ täglich zur Besichtigung geöffnet.